# Deer Park (Washington)
Deer Park is een plaats (city) in de Amerikaanse staat Washington, en valt bestuurlijk gezien onder Spokane County.

## Demografie
Bij de volkstelling in 2000 werd het aantal inwoners vastgesteld op 3017.
In 2006 is het aantal inwoners door het United States Census Bureau geschat op 3205, een stijging van 188 (6,2%).

## Geografie
Volgens het United States Census Bureau beslaat de plaats een oppervlakte van
16,6 km², geheel bestaande uit land. Deer Park ligt op ongeveer 598 m boven zeeniveau.

## Plaatsen in de nabije omgeving
De onderstaande figuur toont nabijgelegen plaatsen in een straal van 32 km rond Deer Park.